# مسجد شرق لندن
مسجد شرق لندن (بالإنجليزية: East London Mosque)‏ هو مسجد يقع في وايت تشابل شرق لندن بإنجلترا في المملكة المتحدة.